# Гејтсвил (Северна Каролина)
Гејтсвил (енгл. Gatesville) град је у америчкој савезној држави Северна Каролина.

## Демографија
По попису из 2010. године број становника је 321, што је 40 (14,2%) становника више него 2000. године.
| Група             | 2000.       | 2010.       |
| Белци             | 245 (87,2%) | 252 (78,5%) |
| Афроамериканци    | 31 (11,0%)  | 66 (20,6%)  |
| Азијати           | 0 (0,0%)    | 0 (0,0%)    |
| Хиспаноамериканци | 1 (0,4%)    | 0 (0,0%)    |
| Укупно            | 281         | 321         |